# Cancrion needleri
Cancrion needleri is een pissebed uit de familie Entoniscidae. De wetenschappelijke naam van de soort is voor het eerst geldig gepubliceerd in 1939 door Pearse & Walker.